# The Knickerbocker Buckaroo
The Knickerbocker Buckaroo é um filme mudo dos gêneros comédia romântica e faroeste produzido nos Estados Unidos, dirigido por Albert Parker e lançado em 1919.